# Шалленберги
Шалленберги — старинный австро-венгерский дворянский род.

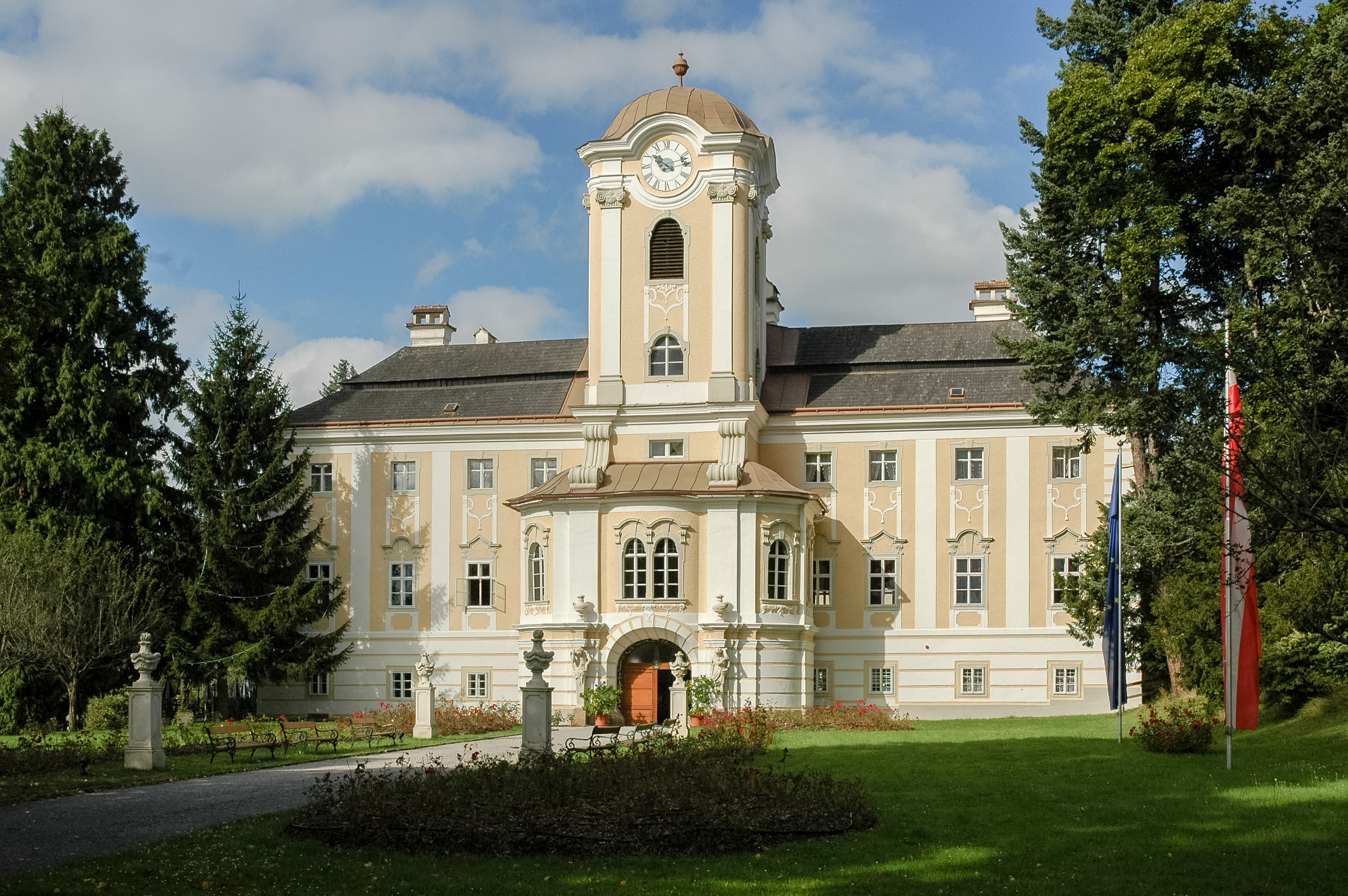
Замок Розенау

## История
Шалленберги ведут своё начало из Санкт-Ульрих-им-Мюлькрайса, где впервые упоминаются с 1190 года. Хейнрикус де Шалленберг известен с 1260 года, фамилия взятая им происходит от названия замка Шалленберг. В 1636 году Шалленберги были возведены в баронское достоинство, в 1666 году получили графское достоинство в наследственных землях Габсбургов. В 1688 году Шалленберги сейму Государственного собрания получили дворянство Королевства Венгрия. С 1720 по 1803 гг. владели замком Розенау.

## Известные представители
- Кристоф фон Шалленберг[нем.] (1561—1597) — флотоводец и поэт-гуманист;
- Георг Кристоф фон Шалленберг[нем.] (1593—1657) — главный уполномоченный в Австрии, барон с 1656, автор семейной хроники «Hauschronik»;
- Леопольд Кристоф, граф Шалленберг[нем.] (1712—1800) — губернатор Нижней Австрии;
- Герберт, граф Шалленберг[англ.] (1901—1974) — дипломат и промышленник;
- Шалленберг, Вольфганг (1930—2023) — дипломат;
- Александр Шалленберг (род. 1969) — канцлер Австрии, министр иностранных дел Австрии.